# 尾崎谷斎
尾崎 谷斎（おざき こくさい、1835年（天保6年） - 1894年（明治27年）2月21日）は、日本の伝統工芸品のひとつである根付師である。武田谷斎とも名乗った。本名伊勢屋惣藏・尾崎惣蔵。
初め茶道具の目利きを習い、その後21歳で玉陽斎光雛に根付を師事。1859年まで4年間修行する。弟子2人。象牙よりも鹿角を好んで使用し、仏具・蝙蝠・霊芝（茸）の作品が多い。その独特な作風（「谷斎彫り」といわれる）で時代の人気を得、当代人気番付にも頻繁に登場、谷斎ものを持たない芸者は本物ではないとまで言われた。具材の安い鹿角に芸術的価値を持たせることが谷斎の本領であり、作品自体の特異性に加え、作者名の刻印に特徴がある。根付師としての活動は1870年前後が中心であった。
9代目市川團十郎が、注文してからなかなか届かないことに痺れを切らして、金に困っているのだろうと、金十両を送りつけると、谷斎は、馬鹿にするなと怒ってその小判に「金十両確かに受領せり」と彫って送り返したという逸話がある。
別名「赤羽織の谷斎」として柳橋や新橋界隈では有名な芸達者であった。花街での芸を生業とする幇間からは、お座敷では「武田安五郎」で通っていたと旗本出身の幇間松廼屋露八（本名・土肥庄次郎）は回想している。芝で米問屋（呉服屋説も）「伊勢屋」を営んでいたとされるが、米騒動の頃閉めたものと推定される。谷斎には旗本出身説もある。谷斎の門柱には4つ以上の表札がかかっていたと言われているが、その使い分けは不明である。
荒木舜庵の娘庸と結婚し、2児を儲けるも、庸が若くして亡くなると、後に平井定吉の娘とくと再婚。長男が作家の尾崎紅葉であるが、紅葉は父の存在を公にしたくなかったようで、父についての言及はほとんどなかった。なお、紅葉は実母の死後祖父舜庵祖母せい（せん）に育てられた。紅葉は継母との関係は良かったようで、墓碑には尾崎紅葉母とくとあった。
尾崎家の墓は赤坂圓通寺にあったが、第二次世界大戦後、寺が山手大空襲で焼失し、無縁塚に移転された。時代を経た五鐶に三の字の紋付の立派な墓であったという巖谷大四の記録もあり、商家（または旗本）としてはそこそこの家柄であったものと推定される。なお、青山墓地にある尾崎紅葉の墓には、丸に違い鷹の羽の家紋が付いているため、圓通寺にあった墓の紋は屋号の可能性もある。戒名は法寿院麗徳日融信士。死因はふぐ中毒死である。遊び仲間の落語家三遊亭円遊、火消しのめ組組長ら3人で品川に漁に行き、その場で船頭に料理させて食べ、組長とともに当日晩に亡くなった。

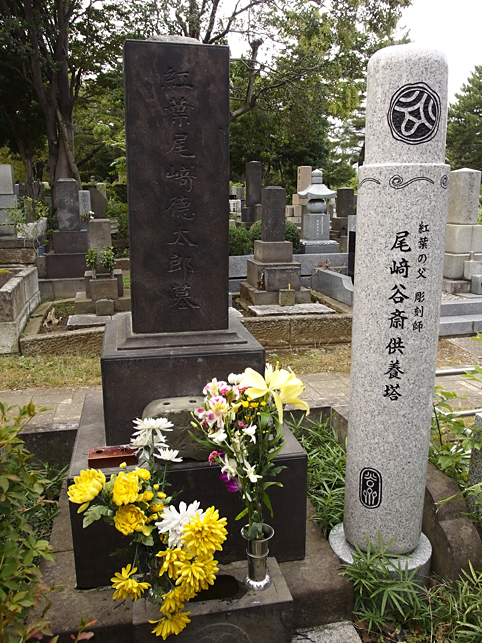
青山墓地にある谷斎の記念碑

近年、日本での研究が進み再評価され、海外でも高い評価を得ている。その独特のユーモアと日本的なセンスは群を抜いており外国人の熱心なコレクターも多い。2010年、尾崎紅葉の墓の隣に谷斎の曾孫の尾崎伊策によって供養塔が建てられた。谷斎が得意とした煙管筒の形を模している。

## 関係書籍
「角彫名人・赤羽織の谷斎　尾崎紅葉の父の生涯」　著／嶌谷洋一　2019年9月　里文出版